# کولین کمپل
کولین کمپل (انگلیسی: Colin Campbell; ۴ نوامبر ۱۸۸۷ – ۲۵ اوت ۱۹۵۵) بازیکن هاکی روی چمن اهل بریتانیا بود.